# Lålamm, Hälsingland
Lålamm är en sjö i Bollnäs kommun i Hälsingland och ingår i Testeboåns huvudavrinningsområde.